# Madeleine Baltus
 (juillet 2020).
Si vous disposez d'ouvrages ou d'articles de référence ou si vous connaissez des sites web de qualité traitant du thème abordé ici, merci de compléter l'article en donnant les références utiles à sa vérifiabilité et en les liant à la section « Notes et références ».
Pour les articles homonymes, voir Baltus.
Madeleine Baltus, dite Houth-Baltus, née le 10 juin 1905 à Paris et morte le 7 janvier 1986 à Chaussy, est une enseignante, femme de lettres, d'histoire et toponymiste. Elle écrit son premier article de toponymie dès 1938. En 1943, l'Académie des inscriptions et belles-lettres lui décerne la troisième mention au titre des Antiquités de la France. Elle fut membre d'honneur de l'Académie des sciences morales, des lettres et des arts de Versailles. Après 1945, elle est nommée professeur de lettres et d’histoire au lycée de Mirande, dans le Gers. Elle est morte en 1986, à l'âge de 80 ans.

### En collaboration avec Émile Houth
- Madeleine et Émile Houth, Sur les bords de la Drionne [Bougival et St-Michel de Bougival], extrait de la Revue de l'Histoire de Versailles janvier-juin 1944, réimpression E. Mazel, Largentière (Ardèche), 1945 (voir en ligne sur le site Gallica de la BnF
- Émile et Madeleine Houth, Bougival et les rives de la Seine : des anciens vignerons aux impressionnistes, Diguet-Deny, Saint-Germain-en-Laye, 1972 (voir en ligne sur le site Gallica de la BnF)
- Émile et Madeleine Houth, Michel Lefebvre (illustrateur): Versailles aux trois visages : le Val de Galie, le Château des Rois, la cité vivante, Éditions Lefebvre, Versailles, 1980.